# ナターシャ・ジョナス
ナターシャ・ジョナス（Natasha Jonas、1984年6月18日 - ）は、イギリスのプロボクサー。イングランド・リヴァプール出身。元IBF・WBC世界ウェルター級統一王者。元WBO・WBC・IBF女子世界スーパーウェルター級統一王者。
プロサッカー選手のニキータ・パリスは妹。

## 経歴

### アマチュア時代
2012年世界選手権で銅メダル獲得。
同年に母国で開催されたロンドンオリンピックにもイギリス代表として出場し、1回戦でアメリカのクアニッタ・アンダーウッドに勝利するが、準々決勝でケイティー・テイラーに敗れメダル獲得ならず。
2014年欧州選手権で銀メダル獲得。しかし、リオデジャネイロオリンピック出場は逃した。

### プロ時代
2017年6月23日、Monika Antonik戦でプロデビューし1回TKO勝利。
2018年4月21日、プロ6戦目で初タイトルとなるWBA女子インターナショナルスーパーフェザー級王座獲得。
2018年8月4日、ヴィヴィアン・オベナウフを迎え初防衛戦に臨むが、4回TKOで敗れ王座陥落。
再起して3連勝後、2020年8月7日、テリー・ハーパーが持つWBC・IBO女子世界スーパーフェザー級王座に挑むが、引き分けで王座奪取ならず。
2021年5月1日、ケイティー・テイラーが持つWBA・WBC・IBF・WBO女子世界ライト級統一王座に挑むが、10回0-3判定負け。
2021年11月20日、Vaida Masiokaiteに6回判定勝利で再起。
2022年2月19日、クラレッサ・シールズの返上により空位となったWBO女子世界スーパーウェルター級王座決定戦として元IBF王者クリス・ナムスと対戦し、2回TKOで降し初の世界タイトル獲得となった。
2022年9月3日、WBC王者パトリシア・ベルグルトとの王座統一戦に挑み、3-0判定でWBO王座初防衛とともにWBC王座との統一に成功した。
2022年11月12日、IBF王者マリエ＝イブ・ディケアーとの王座統一戦に挑み、3-0判定でWBC王座初防衛、WBO王座の2度目の防衛とともにIBF王座との統一に成功した。
2023年7月1日、マンチェスター・アリーナにてIBF女子世界ウェルター級前王者ジェシカ・マッキャスキルの規定違反に伴う王座剥奪により空位となったIBF女子世界同級王座決定戦としてカンディ・ワイヤットと対戦し、8回TKOで勝利し2階級制覇達成。試合後、ジョナスは3団体の女子世界スーパーウェルター級王座を全て返上した。
2024年1月20日、地元リヴァプールにて元2階級世界王者ミカエラ・メイヤーを迎えてIBF女子世界ウェルター級王座の初防衛戦を行い、10回2-1（96-94、93-97、96-95）判定勝ちで初防衛に成功した。
2024年12月14日、地元リヴァプールにてWBC世界ウェルター級王者イヴァナ・ハバジンを迎えてWBC・IBF女子世界同級王座統一戦を行い、10回3-0判定勝ちでIBF王座2度目の防衛とWBC王座獲得に成功、2団体王座統一を果たした。
2025年3月7日、ケンジントン・アンド・チェルシー区ケンジントンのロイヤル・アルバート・ホールでWBAスーパー・IBO女子世界ウェルター級統一王者ローレン・プライスとWBA・WBC・IBF女子世界同級王座統一戦を行い、10回0-3判定負けで3団体王座統一に失敗、WBC・IBF・リングマガジン王座から陥落した。

## 戦績
- アマチュア：
- プロ：20戦 16勝 9KO 3敗 1分

| 戦           | 日付           | 勝敗 | 時間    | 内容    | 対戦相手                 | 国籍           | 備考                                                                                           |
| ------------ | -------------- | ---- | ------- | ------- | ------------------------ | -------------- | ---------------------------------------------------------------------------------------------- |
| 1            | 2017年6月23日  | ☆    | 1R 1:32 | TKO     | Monika Antonik           | ポーランド     | プロデビュー戦                                                                                 |
| 2            | 2017年9月30日  | ☆    | 4R 1:17 | TKO     | Bojana Libiszewska       | ポーランド     |                                                                                                |
| 3            | 2017年10月13日 | ☆    | 3R 1:23 | TKO     | Marianna Gulyas          | ハンガリー     |                                                                                                |
| 4            | 2017年12月16日 | ☆    | 2R 1:21 | KO      | Katarina Vistica         | クロアチア     |                                                                                                |
| 5            | 2018年2月25日  | ☆    | 6R      | 判定    | Karina Szmalenberg       | クロアチア     |                                                                                                |
| 6            | 2018年4月21日  | ☆    | 7R 1:44 | TKO     | Taoussy L'Hadji          | フランス       | WBA女子インターナショナルスーパーフェザー級王座決定戦                                          |
| 7            | 2018年8月4日   | ★    | 4R 1:42 | TKO     | ヴィヴィアン・オベナウフ | ブラジル       | WBAインターナショナル陥落                                                                      |
| 8            | 2019年3月30日  | ☆    | 6R      | 判定    | Feriche Mashaury         | タンザニア     |                                                                                                |
| 9            | 2019年7月12日  | ☆    | 4R 1:07 | TKO     | Bec Connolly             | イギリス       |                                                                                                |
| 10           | 2019年11月15日 | ☆    | 2R 0:30 | TKO     | Bianka Majlath           | ハンガリー     |                                                                                                |
| 11           | 2020年8月7日   | △    | 10R     | 判定1-1 | テリー・ハーパー         | イギリス       | WBC・IBO女子世界スーパーフェザー級タイトルマッチ                                               |
| 12           | 2021年5月1日   | ★    | 10R     | 判定0-3 | ケイティー・テイラー     | イラン         | WBA・WBC・IBF・WBO女子世界ライト級タイトルマッチ                                               |
| 13           | 2021年11月20日 | ☆    | 16R     | 判定    | Vaida Masiokaite         | リトアニア     |                                                                                                |
| 14           | 2022年2月19日  | ☆    | 2R 0:28 | TKO     | クリス・ナムス           | ウルグアイ     | WBO女子世界スーパーウェルター級王座決定戦                                                      |
| 15           | 2022年9月3日   | ☆    | 10R     | 判定3-0 | パトリシア・ベルグルト   | スウェーデン   | WBC・WBO女子世界スーパーウェルター級王座統一戦 WBC獲得・WBO防衛1                               |
| 16           | 2022年11月12日 | ☆    | 10R     | 判定3-0 | マリエ＝イブ・ディケアー | カナダ         | WBC・IBF・WBO女子世界スーパーウェルター級王座統一戦 IBF獲得→返上・WBC防衛1→返上・WBO防衛2→返上 |
| 17           | 2023年7月1日   | ☆    | 8R 0:33 | TKO     | カンディ・ワイヤット     | カナダ         | IBF女子世界ウェルター級王座決定戦                                                              |
| 18           | 2024年1月20日  | ☆    | 10R     | 判定2-1 | ミカエラ・メイヤー       | アメリカ合衆国 | IBF防衛1                                                                                       |
| 19           | 2024年12月14日 | ☆    | 10R     | 判定3-0 | イヴァナ・ハバジン       | クロアチア     | WBC・IBF女子世界ウェルター級王座統一戦 WBC獲得・IBF防衛2                                       |
| 20           | 2025年3月7日   | ★    | 10R     | 判定0-3 | ローレン・プライス       | イギリス       | WBA・WBC・IBF女子世界ウェルター級王座統一戦 WBC・IBF陥落                                       |
| テンプレート |                |      |         |         |                          |                |                                                                                                |

## 獲得タイトル
- WBA女子インターナショナルスーパーフェザー級王座
- 第5代WBO女子世界スーパーウェルター級王座（防衛2=返上）
- 第9代WBC女子世界スーパーウェルター級王座（防衛1=返上）
- IBF女子世界スーパーウェルター級王座（防衛0=返上）
- IBF女子世界ウェルター級王座（防衛1）